# Krwawy deszcz
Krwawy deszcz (tytuł oryg. Zi yu fengbao) – hongkoński film akcji w reżyserii Teddy’ego Chana, którego premiera odbyła się 25 listopada 1999 roku.
Film i jego obsada otrzymali pięć nominacji i dziesięć nagród.

## Obsada
Źródło: Filmweb

- Michael Tong
- Huang Jianxin
- Patrick Tam
- Theresa Lee
- Kwok-Leung Gan – Soong
- Josie Ho – Guan Ai
- Daniel Wu – Todd Nguyen
- Joan Chen – Shirley Kwan
- Wakin Chau – Ma Li
- Moses Chan